# 3477 Kazbegi
3477 Kazbegi è un asteroide della fascia principale. Scoperto nel 1979, presenta un'orbita caratterizzata da un semiasse maggiore pari a 2,3451069 UA e da un'eccentricità di 0,1126668, inclinata di 6,71181° rispetto all'eclittica.